# Hexatoma californica
Hexatoma californica là một loài ruồi trong họ Limoniidae. Chúng phân bố ở miền Tân bắc.